# Henry Fowler, 1:e viscount Wolverhampton

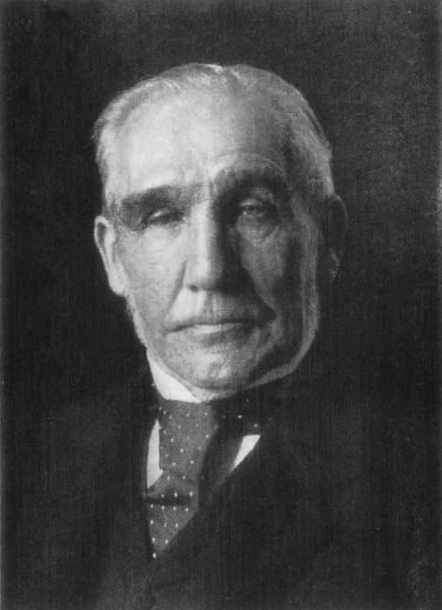
Henry Fowler, 1:e viscount Wolverhampton.

Henry Hartley Fowler, 1:e viscount Wolverhampton, född den 16 maj 1830 i Sunderland, död den 25 februari 1911 i London, var en brittisk politiker. Han var far till Henry Fowler, 2:e viscount Wolverhampton samt till författarinnorna Ellen Thorneycroft Fowler och Edith Henrietta Fowler.
Fowler ägnade sig åt advokatyrket i Wolverhampton, var 1863 stadens mayor och valdes 1880 till dess representant i underhuset, där han tillhörde det liberala partiet. Fowler var december 1884-juni 1885 understatssekreterare för inrikes ärenden i Gladstones andra ministär och februari-augusti 1886 finanssekreterare vid skattkammaren i hans tredje. Han blev i augusti 1892 medlem av kabinettet och president i Local Government Board samt övertog vid Gladstones avgång i mars 1894 statssekreterarposten för Indien i den under Rosebery rekonstruerade liberala ministären. I ministären Campbell-Bannerman hade Fowler från december 1905 utan portfölj säte i kabinettet (som kansler för hertigdömet Lancaster). Den betänksamme och inom alla politiska läger högt ansedde Fowler tillhörde ministärens högra flygel och var en av vicepresidenterna i den av Rosebery ledda liberalimperialistiska sammanslutningen The liberal league. Fowler kvarstod som kansler för hertigdömet Lancaster även i ministären Asquith från april 1908 och upphöjdes samma år till peer med titeln viscount Wolverhampton. Han blev i oktober samma år lordpresident, men utgick av hälsoskäl ur ministären i juni 1910. Hans biografi skrevs (1912) av dottern Edith Henrietta Fowler.